# Pixar
Die Pixar Animation Studios sind ein auf Computeranimationen und Computer Generated Imagery (CGI) spezialisiertes US-amerikanisches Unternehmen mit Sitz in Emeryville, Kalifornien. Pixar gehört seit 2006 zur Abteilung Walt Disney Motion Pictures Group der Walt Disney Company. Seinen Erfolg verdankt es seinen animierten Filmen wie Toy Story oder Findet Nemo.
Pixar hat insgesamt zwölf Oscars erhalten. Der Name des Unternehmens Pixar ist ein Kunstwort des Co-Gründers Alvy Ray Smith.

## Geschichte

### Die Anfänge

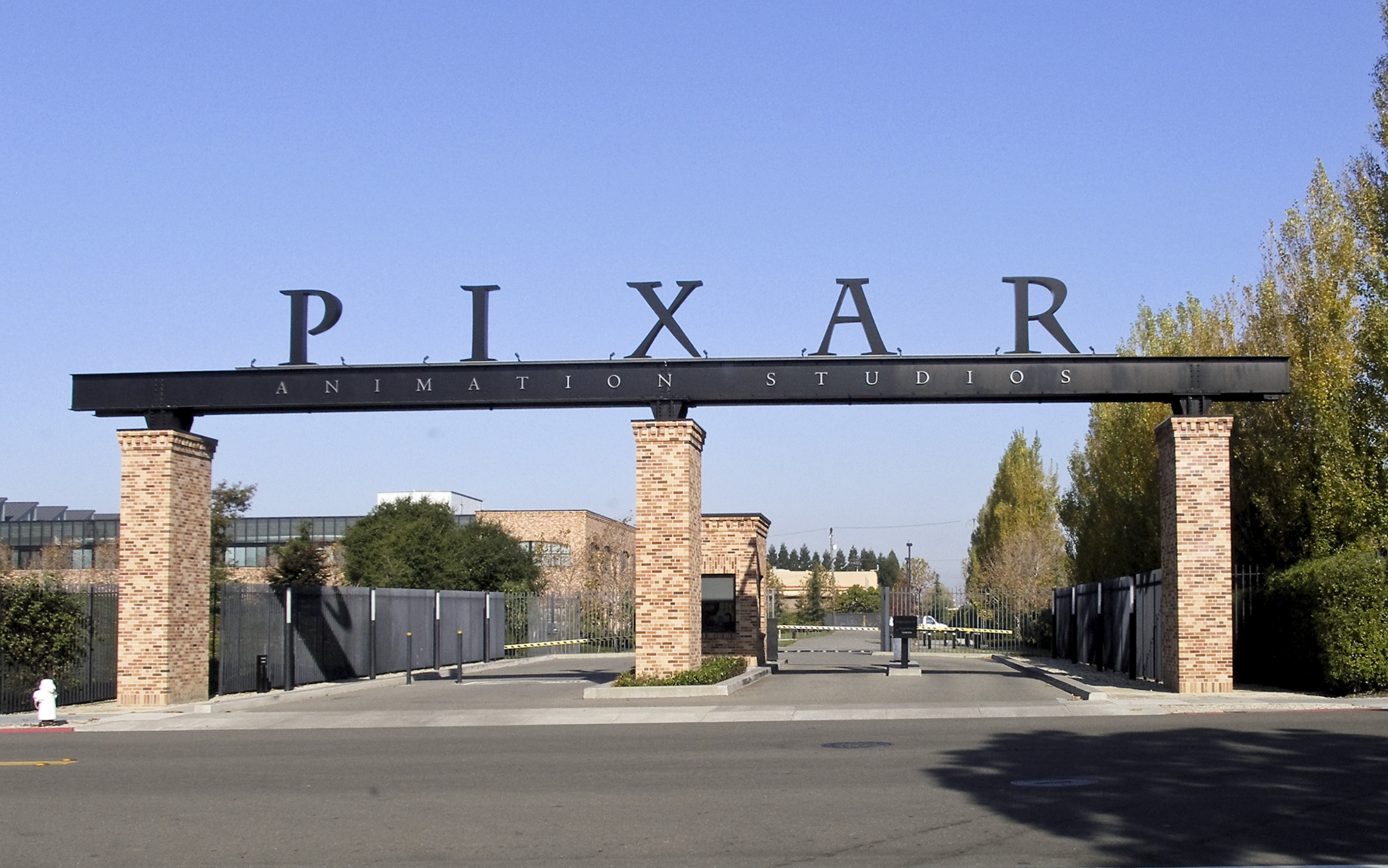
Pixars Hauptsitz

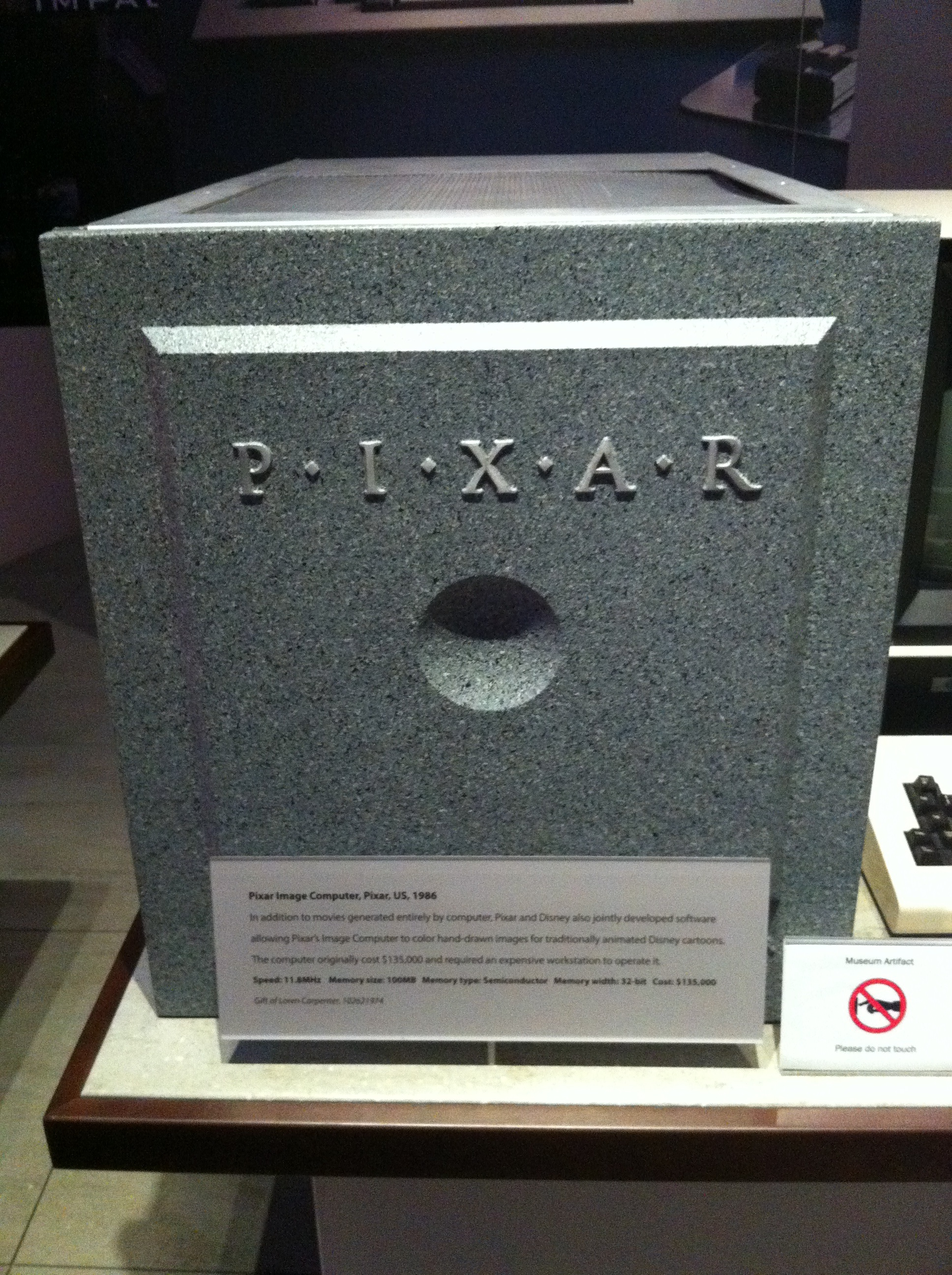
Der Pixar Image Computer

Die Ursprünge der Pixar Animation Studios gehen auf einen 1979 gegründeten Teil der Lucasfilm Graphics Groups zurück. 1984 stieß Animator John Lasseter zum Team, das bis dahin nur aus Computer-Spezialisten bestand. Im selben Jahr wurde auf der SIGGRAPH der erste Kurzfilm vorgestellt: Die Abenteuer von André und Wally B.
Nach der Arbeit an Spezialeffekten für einige von Lucasfilm oder Industrial Light and Magic produzierte Filme wurde die Abteilung 1986 von Apple-Mitgründer Steve Jobs, kurz nachdem er sein Unternehmen (Apple) verlassen hatte, für 5 Millionen US-Dollar gekauft und in Pixar umbenannt. Jobs investierte weitere 5 Millionen Dollar in das jetzt selbstständige Unternehmen und übernahm die Position des CEO (Geschäftsführer), Vizepräsident wurde Edwin Catmull (der zuvor auch schon Vizepräsident der Abteilung innerhalb von Lucasfilm war). Im selben Jahr wurde an der SIGGRAPH der Kurzfilm Luxo Jr. als erste Pixar-Produktion vorgestellt. Ein Jahr später wurde der Film mit dem Prix Ars Electronica ausgezeichnet und erhielt eine Oscar-Nominierung.
Das ursprüngliche Kerngeschäft von Pixar war der Pixar Image Computer, ein High-End-Rechner für Computer-Designs. Genutzt wurde er vor allem von staatlichen Institutionen und der Medizinbranche. Die Kurzfilme wurden in erster Linie für Werbezwecke erstellt. Entsprechend hatte die Abteilung um John Lasseter eine Außenseiterrolle innerhalb des Unternehmens. Doch durch den eher mäßigen Erfolg der eigenen Hardware und wegen der guten Zukunftsaussichten für Computeranimationen wurde das Kerngeschäft aufgelöst und aus der Animations-Abteilung die Pixar Animation Studios gegründet.
Ab 1989 wurde die von Pixar entwickelte Rendering-Software RenderMan als Produkt angeboten. Heute gilt sie als Industriestandard in der 3D-Computergrafik. Im selben Jahr erstellte das Unternehmen zum ersten Mal einen Werbefilm.
Das Unternehmenslogo ziert eine Schreibtischlampe, die ihren Achtungserfolg 1986 in einem der ersten prämierten Kurzfilme von Pixar hatte (Die kleine Lampe) und seitdem im Pixar-Filmvorspann agiert.

### Pixar und Walt Disney
In den folgenden Jahren produzierte Pixar Werbefilme. Außerdem entwarf das Unternehmen Logos für Paramount und IBM. 1991 schloss Pixar Animation einen Vertrag mit den Walt Disney Studios über 26 Millionen US-Dollar ab, in dem die Produktion von drei animierten Spielfilmen vereinbart wurde.
1995 erschien mit Toy Story die erste Co-Produktion mit Disney. Der Film spielte weltweit rund 360 Millionen US-Dollar ein. Eine Woche nach dem Start von Toy Story ging Pixar an die Börse. Die Aktie verdoppelte ihren Wert und Steve Jobs wurde zum Milliardär.
1997 wurde der Vertrag mit Disney auf fünf Filme erweitert. Ein Jahr später landete Pixar mit Das große Krabbeln einen weiteren Erfolg, 1999 folgte Toy Story 2. Die Qualität der Animation steigerte sich von Film zu Film. 2001 erschien Die Monster AG und 2003 Findet Nemo, der finanziell erfolgreichste Film von Pixar vor Toy Story 3. Die ersten fünf Filme spielten zusammen 2,5 Milliarden US-Dollar ein. Aufgrund der ungleichen Rechteverteilung entstand jedoch ein Streit zwischen Pixar und Disney. Pixar war für Ideen und Produktion verantwortlich, während Disney Verleih und das Marketing oblag. Die Kosten für Filme wurden dabei jeweils zur Hälfte aufgeteilt. Die Rechte an Geschichten und Fortsetzungen hielt jedoch Disney Pictures.
Mit Die Unglaublichen entstand 2004 Pixars sechster Film. Pixar kündigte an, nach dem nächsten gemeinsamen Projekt Cars die Zusammenarbeit mit Disney zu beenden. 2006 übernahm die Walt Disney Company Pixar Inc. für 7,4 Milliarden US-Dollar. Als Teil der Übernahme wurde Pixar-CEO Steve Jobs als Mitglied in den Verwaltungsrat von Disney aufgenommen. Zudem wurde Jobs größter Einzelaktionär bei Disney. Im Herbst des Jahres wurde Cars veröffentlicht.
In der Folgezeit erschienen Ratatouille, WALL·E und Oben. Toy Story 3 erschien 2010 und erreichte das beste Startwochenende-Einspielergebnis aller Pixar-Filme. Vorher wurden die beiden bisherigen Toy-Story-Filme in einer neuen 3D-Version wieder aufgeführt. Weitere Filme waren Cars 2 und Die Monster Uni (als Prequel zu Die Monster AG).
2015 wurde Arlo & Spot veröffentlicht. Im Film wird das Thema aufgegriffen, wie die Menschheit leben würde, wenn die Dinosaurier nie ausgestorben wären. Im selben Jahr erschien auch Alles steht Kopf, der in das Gehirn eines heranwachsenden Mädchen führt. Mit Coco kam 2017 ein Animationsfilm in die Kinos, der sich mit dem Tag der Toten, einem der größten mexikanischen Feiertage, beschäftigt.

### Rückdatierung von Aktienoptionen
Zwischenzeitlich schien sich der Optionsskandal um Apples CEO Steve Jobs’ rückdatierte Aktien auch auf das Trickfilmstudio Pixar und den Creative Officer der Disney-Animationsstudios John Lasseter sowie den ehemaligen Präsidenten von Pixar Edwin Catmull auszuweiten. John Lasseter hatte zahlreiche Filme produziert und mitfinanziert und war nach der Übernahme durch Disney zum kreativen Chef der Studios ernannt worden. Er soll im Jahr 2001 im Rahmen eines Anstellungsvertrages ein Aktienoptionspaket von Pixar erhalten haben, welches mit dem niedrigsten Kurs des Vorjahres bepreist gewesen sein soll. Der Vertrag soll von Steve Jobs drei Monate später unterzeichnet worden sein. Lasseter soll eine Option über eine Million Pixar-Aktien im Wert zu 26,50 US-Dollar pro Stück erhalten haben. 2007 kam eine hausinterne Untersuchung bei Pixar zum Schluss, dass Aktienoptionen rückdatiert waren. Steve Jobs wurde durch das Gutachten entlastet.

## Filme, Serien und Videospiele

### Spielfilme
- 1995: Toy Story
- 1998: Das große Krabbeln (A Bug's Life)
- 1999: Toy Story 2
- 2001: Die Monster AG (Monsters, Inc.)
- 2003: Findet Nemo (Finding Nemo)
- 2004: Die Unglaublichen – The Incredibles (The Incredibles)
- 2006: Cars
- 2007: Ratatouille
- 2008: WALL·E – Der Letzte räumt die Erde auf (WALL·E)
- 2009: Oben (Up)
- 2010: Toy Story 3
- 2011: Cars 2
- 2012: Merida – Legende der Highlands (Brave)
- 2013: Die Monster Uni (Monsters University)
- 2015: Alles steht Kopf (Inside Out)
- 2015: Arlo & Spot (The Good Dinosaur)
- 2016: Findet Dorie (Finding Dory)
- 2017: Cars 3: Evolution (Cars 3)
- 2017: Coco – Lebendiger als das Leben! (Coco)
- 2018: Die Unglaublichen 2 (The Incredibles 2)
- 2019: A Toy Story: Alles hört auf kein Kommando (Toy Story 4)
- 2020: Onward: Keine halben Sachen (Onward)
- 2020: Soul
- 2021: Luca
- 2022: Rot (Turning Red)
- 2022: Lightyear
- 2023: Elemental
- 2024: Alles steht Kopf 2 (Inside Out 2)
- 2025: Elio

### Kurzfilme (Auswahl)
- 1984: Die Abenteuer von André und Wally B. (The Adventures of André and Wally B.)
- 1986: Die kleine Lampe (Luxo Jr.) – Nica 1987
- 1987: Reds Traum (Red’s Dream) – Nica 1988
- 1988: Tin Toy
- 1989: Knick Knack (Knickknack)
- 1997: Geri’s Game
- 2000: Der Vogelschreck (For the Birds)
- 2002: Mikes neues Auto (Mike's New Car)
- 2003: Boundin’ – Ein Schaf ist von der Wolle (Boundin)
- 2005: Jack-Jack Superbaby (Jack-Jack Attack)
- 2005: Die Ein-Mann-Band (One Man Band)
- 2006: Lifted
- 2006: Hook und das Geisterlicht (Mater and the Ghostlight)
- 2007: Dein Freund, die Ratte (Your Friend The Rat)
- 2008: Presto
- 2008: BURN·E
- 2009: Teilweise wolkig (Partly Cloudy)
- 2009: George & A.J. (George and A.J.)
- 2009: Dugs Sondereinsatz (Dug's Special Mission)
- 2010: Day & Night
- 2011: La Luna
- 2011: Toy Story Toons: Urlaub auf Hawaii (Hawaiian Vacation)
- 2011: Toy Story Toons: Kleine Portion (Small Fry)
- 2012: Toy Story Toons: Partysaurus Rex
- 2012: Die Legende von Mor'du (The Legend of Mor'du)
- 2013: Der blaue Regenschirm (The Blue Umbrella)
- 2014: Party Zentrale (Party Central)
- 2014: Lava
- 2015: Rileys erstes Date? (Riley’s First Date?)
- 2015: Sanjay’s Super Team
- 2016: Piper
- 2017: Lou
- 2018: Bao
- 2018: Purl
- 2019: Float
- 2019: Kitbull
- 2019: Smash and Grab
- 2019: Wind
- 2020: Burrow
- 2020: Lamp Life
- 2020: Loop
- 2020: Out
- 2021: Ciao Alberto

### TV-Specials
- 2012: Toy Story of Terror!
- 2014: Toy Story: Mögen die Spiele beginnen (Toy Story That Time Forgot)

### Serien
- 2000: Captain Buzz Lightyear – Star Command (Buzz Lightyear of Star Command)
- 2008–2014: Cars Toon – Hooks unglaubliche Geschichten (A Cars Toon: Mater’s Tall Tales)
- 2021: Dug-Tage (Dug Days)
- 2024: Traum Studios (Dream Productions)

### Videospiele
- 1996: Toy Story Activity Center
- 1998: Das große Krabbeln
- 1999: Disney Pixar Toy Story 2 – Buzz Lightyear eilt zur Hilfe!
- 2002: Disney Pixar Learning: 2nd & 3rd Grade
- 2002: Disney Pixar Die Monster AG – Schreckens-Insel
- 2003: Findet Nemo
- 2004: Die Unglaublichen
- 2006: Cars
- 2007: Ratatouille
- 2008: Wall: E
- 2009: Oben
- 2010: Toy Story 3
- 2011: Cars 2
- 2012: Merida

### Dokumentationen
- 2007: Die Pixar Story
- 2021: A Spark Story

### Versteckte Anspielungen
Bei Pixar hat sich die Tradition entwickelt, Running Gags in ihre Produktionen einzubauen. In bisher jedem Animationsfilm taucht ein „Pizza-Planet“-Truck auf, der ursprünglich eine Rolle in Toy Story hatte. In darauf folgenden Filmen kann der Truck immer wieder im Hintergrund gesichtet werden. Einzige Ausnahme bislang: In Die Unglaublichen ist der Truck nicht enthalten.  Auch die Nummer A113 kommt in jedem der Filme vor; dies ist eine Anspielung auf die Nummer des ehemaligen CalArts-Klassenzimmers von Brad Bird und John Lasseter.
Auch Pixars „Glücksbringer“ John Ratzenberger hat bisher noch immer eine kleine Nebenrolle bekommen. Manche Figuren aus Filmen spielen Nebenrollen in anderen, so ist etwa Bomb Voyage aus Die Unglaublichen in Ratatouille in einer kleinen Szene als Pantomime zu sehen. Ein weiteres wiederkehrendes Motiv ist ein Spielball mit einem roten Stern auf gelbem Untergrund, wie er im ersten Pixar-Film Die kleine Lampe zu sehen war. Bei Monster AG liegt eine Nemo-Spielfigur in einem der Kinderzimmer. Im Kurzfilm Dein Freund, die Ratte fährt WALL·E einen Marsbus.

## Ausstellung in Deutschland
- PIXAR. 25 Years of Animation. Kunst- und Ausstellungshalle der Bundesrepublik Deutschland in Bonn vom 6. Juli 2012 bis 6. Januar 2013, Museum für Kunst und Gewerbe in Hamburg vom 27. Januar bis 12. Mai 2013.

## Auszeichnungen
| Platz | Film              |
| ----- | ----------------- |
| 59    | WALL·E            |
| 73    | Coco              |
| 77    | Toy Story         |
| 92    | Toy Story 3       |
| 112   | Oben              |
| 156   | Findet Nemo       |
| 167   | Alles steht Kopf  |
| 198   | Die Monster AG    |
| 208   | Ratatouille       |
| 231   | Die Unglaublichen |

### Oscar
Für ihre Animationsfilme ist Pixar mehrfach mit dem Oscar ausgezeichnet worden. Seit Einführung der Kategorie Bester animierter Spielfilm 2002 wurden alle von den 24 ab 2001 erschienenen Pixar-Filme mit Ausnahme von Cars 2, Die Monster Uni, Arlo & Spot, Findet Dorie, Cars 3: Evolution und Lightyear für den Preis nominiert. Neun und damit die Hälfte der Nominierten wurden ausgezeichnet.

#### Gewonnen
1989: Tin Toy
- Bester animierter Kurzfilm John Lasseter, William Reeves

1996: Toy Story
- Sonderoscar John Lasseter

1998: Geri's Game
- Bester animierter Kurzfilm Jan Pinkava

2002: Die Monster AG
- Bester Song Randy Newman

2002: Der Vogelschreck
- Bester animierter Kurzfilm Ralph Eggleston

2004: Findet Nemo
- Bester animierter Spielfilm Andrew Stanton

2005: Die Unglaublichen
- Bester Tonschnitt Michael Silvers, Randy Thom
- Bester animierter Spielfilm Brad Bird

2008: Ratatouille
- Bester animierter Spielfilm Brad Bird

2009: WALL·E
- Bester animierter Spielfilm Andrew Stanton

2010: Oben
- Bester animierter Spielfilm Pete Docter
- Beste Filmmusik Michael Giacchino

2011: Toy Story 3
- Bester animierter Spielfilm Lee Unkrich
- Bester Song Randy Newman

2013: Merida
- Bester animierter Spielfilm Brenda Chapman, Mark Andrews, Steve Purcell

2016: Alles steht Kopf
- Bester animierter Spielfilm Pete Docter, Jonas Rivera

2017: Piper
- Bester animierter Kurzfilm Alan Barillaro, Marc Sondheimer

2018: Coco
- Bester animierter Spielfilm Lee Unkrich, Adrian Molina
- Bester Filmsong Kristen Anderson-Lopez, Robert Lopez

2019: Bao
- Bester animierter Kurzfilm Domee Shi, Becky Neiman-Cobb

2021: Soul
- Bester Animationsfilm
- Beste Filmmusik Jon Batiste, Trent Reznor und Atticus Ross

#### Nominiert
1987: Die kleine Lampe
- Bester animierter Kurzfilm John Lasseter, William Reeves

1996: Toy Story
- Bester Song Randy Newman
- Beste Filmmusik Randy Newman
- Bestes Originaldrehbuch Joss Whedon

1999: Das große Krabbeln
- Beste Filmmusik Randy Newman

2000: Toy Story 2
- Bester Song Randy Newman

2002: Die Monster AG
- Bester animierter Spielfilm Pete Docter, John Lasseter
- Beste Filmmusik Randy Newman
- Bester Tonschnitt Gary Rydstrom, Michael Silvers

2003: Mike's neues Auto
- Bester animierter Kurzfilm Pete Docter, Roger Gould

2004: Findet Nemo
- Bester Tonschnitt Gary Rydstrom, Michael Silvers
- Bestes Originaldrehbuch Andrew Stanton
- Beste Filmmusik Thomas Newman

2004: Boundin’ – Ein Schaf ist von der Wolle
- Bester animierter Kurzfilm Bud Luckey

2005: Die Unglaublichen
- Bester Ton Randy Thom
- Bestes Originaldrehbuch Brad Bird

2006: Die Ein-Mann-Band
- Bester animierter Kurzfilm Mark Andrews, Andrew Jimenez

2006: Lifted
- Bester animierter Kurzfilm Gary Rydstrom

2007: Cars
- Bester animierter Spielfilm John Lasseter
- Bester Song Randy Newman

2008: Ratatouille
- Beste Filmmusik Michael Giacchino
- Bester Ton Randy Thom, Michael Semanick, Doc Kane
- Bester Tonschnitt, Randy Thom, Michael Silvers
- Bestes Originaldrehbuch, Brad Bird, Jan Pinkava, Jim Capobianco

2009: WALL·E
- Bestes Originaldrehbuch Andrew Stanton, Jim Reardon
- Bester Song Peter Gabriel, Thomas Newman
- Beste Filmmusik Thomas Newman
- Bester Ton Michael Semanick, Ben Burtt
- Bester Tonschnitt Ben Burtt, Matthew Wood

2010: Oben
- Bester Film
- Bestes Originaldrehbuch Bob Peterson, Pete Docter
- Bester Tonschnitt Michael Silvers, Tom Myers

2011: Toy Story 3
- Bester Film
- Bestes adaptiertes Drehbuch Michael Arndt, John Lasseter, Andrew Stanton, Lee Unkrich
- Bester Tonschnitt Tom Myers, Michael Silvers

2011: Day & Night
- Bester animierter Kurzfilm Teddy Newton

2021: Burrow
- Bester animierter Kurzfilm Madeline Sharafian und Michael Capbarat

2021: Soul
- Bester Ton Ren Klyce, Coya Elliott und David Parker

### World Soundtrack Award

#### Nominierungen
2008: WALL·E
- Best Original Score of the Year Thomas Newman
- Best Original Song Written Directly for Film Thomas Newman und Peter Gabriel

### Teen Choice Award

#### Nominierungen
2008: WALL·E
- Choice Summer Movie: Comedy